# Paraperla wilsoni
Paraperla wilsoni är en bäcksländeart som beskrevs av William Edwin Ricker 1965. Paraperla wilsoni ingår i släktet Paraperla och familjen blekbäcksländor. Inga underarter finns listade i Catalogue of Life.